# Leucothoe madrasana
Leucothoe madrasana is een vlokreeftensoort uit de familie van de Leucothoidae. De wetenschappelijke naam van de soort is voor het eerst geldig gepubliceerd in 1969 door Sivaprakasam.